# Порнасио
Порнасио (итал. Pornassio) је насеље у Италији у округу Империја, региону Лигурија.
Према процени из 2011. у насељу је живело 651 становника. Насеље се налази на надморској висини од 677 м.

## Становништво
Према резултатима пописа становништва 2011. у општини је живело 584 становника.
| 1931. | 1936. | 1951. | 1961. | 1971. | 1981. | 1991. | 2001. | 2011. |
| ----- | ----- | ----- | ----- | ----- | ----- | ----- | ----- | ----- |
| 1.409 | 1.158 | 1.075 | 931   | 807   | 694   | 635   | 651   | 584   |